# Julia McKenzie
Julia Kathleen Nancy McKenzie (Enfield, Middlesex, 17 de febrero de 1941) es una directora de teatro, cantante y actriz británica de teatro, cine y televisión más conocida por su participación en la sitcom Fresh Fields y por su papel como la señorita Marple en la serie de televisión Agatha Christie's Marple. En el ámbito teatral, ha aparecido en escena tanto en el West End londinense como en Broadway, incluyendo varios  musicales de Stephen Sondheim.

## Biografía
Hija de Kathleen Rowe y Albion McKenzie, ha estado casada desde 1971 con el actor y director estadounidense Jerry Harte.

### Teatro
Dentro de sus participaciones en el West End londinense se encuentran Guys and Dolls como la señorita Adelaide (1982) y Sweeney Todd como Mrs. Lovett (1994), papeles que le permitieron ganar el Premio Laurence Olivier a la mejor actriz del año en un musical en 1982 y 1994.
Por su papel en Woman in Mind recibió el Premio Evening Standard a la mejor Actriz, mientras que participó en Follies estrenada en el Shaftesbury Theatre interpretando el papel de Sally en 1987 y como la bruja en Into the Woods montada en el Phoenix Theatre en 1990. Además, apareció en Side By Side By Sondheim, que no sólo tuvo funciones en el West End en 1976, sino además en Broadway durante 1977, papel por el que fue nominada para un Premio Tony y un Drama Desk Award.
El 31 de mayo de 1987, McKenzie apareció durante el homenaje Happy Birthday, Sir Larry del octogésimo cumpleaños de Laurence Olivier celebrado en el Royal National Theatre, ante la presencia del propio Olivier.

### Televisión
En televisión, McKenzie coprotagonizó junto a Irene Handl la comedia Maggie and Her (1978-1979), y con Gareth Hunt That Beryl Marston...! (1981). Alcanzó popularidad entre los televidentes británicos con su papel de Hester en Fresh Fields y en la secuela French Fields en la década de 1980 con el antagónico de Anton Rodgers, por el que fue votada durante cinco años consecutivos como la mejor actriz de comedia favorita por la revista TV Times. Por su rol en Fresh Fields recibió una nominación al Premio BAFTA TV a la interpretación deslumbrante en el ámbito del entretenimiento. Por otro lado, también asumió el rol de la señora Forthby en Blott on the Landscape e interpretó a una aldeana de Midsomer involucrada en una serie de asesinatos en un episodio de Midsomer Murders. Entre sus intervenciones cinematográficas se incluyen Hotel du Lac, Shirley Valentine, Bright Young Things y These Foolish Things.
En 2007 se reunió nuevamente con Anton Rodgers (como esposo y esposa) en la comedia de ITV You Can Choose Your Friends; este mismo año coprotagonizó junto a Michael Gambon y Judi Dench la serie dramática de época Cranford para la BBC1, bajo el rol de la señora Forrester, una viuda de militar de escasos recursos muy apegada a su vaca Bessie.
En 2008 fue elegida como la reemplazante de Geraldine McEwan en ITV para su papel de la señorita Marple. Durante la primera temporada en la que participó, su trabajo incluyó A Pocket Full of Rye, Murder is Easy, They Do It with Mirrors y Why Didn't They Ask Evans?; en la segunda que se emitió en 2010, estuvo en The Pale Horse, The Secret of Chimneys, The Blue Geranium y The Mirror Crack'd from Side to Side. En la sexta temporada, apareció en la adaptación de A Caribbean Mystery, Greenshaw's Folly y Endless Night, que comenzó a filmar en septiembre de 2012 y se transmitió en 2013.
Durante la ceremonia de apertura de los Juegos Olímpicos de 2012 interpretó a la reina Isabel a bordo del helicóptero en el cortometraje Happy and Glorious. Ese año también interpretó el papel de Betty Nicholas en la serie de televisión The Town para ITV.
El 26 de diciembre de 2013, McKenzie protagonizó al personaje principal en la adaptación al cine del libro de David Walliams Gangsta Granny. En 2015 McKenzie interpretó a Shirley Mollison en la miniserie de la BBC The Casual Vacancy.

### Otros trabajos
Ha incursionado también en radio en diversos trabajos, entre ellos Blithe Spirit, The Country Wife y A Room with a View. Como directora, ha liderado Stepping Out, Peter Pan, Hey, Mr. Producer!, Steel Magnolias, Putting It Together y A Little Night Music.

## Teatro

### Actuación
- Maggie May, Adelphi Theatre, 1966. Debut en Londres.
- Gloria, Mame, Drury Lane Theatre, Londres, 1969
- Mujer en abrigo, Promises, Promises, Prince of Wales Theatre, Londres, 1970
- April, Company, Her Majesty's Theatre, Londres, 1971
- Cowardy Custard, Mermaid Theatre, Londres, 1973
- Cole, Mermaid Theatre, 1974
- Side by Side by Sondheim, Music Box Theatre, ciudad de Nueva York, 1977. Debut en Nueva York.
- The Norman Conquests, 1978
- Ten Times Table, 1979
- Miriam Dervish, Outside Edge, Queen's Theatre, 1979
- Lily, On the Twentieth Century, Her Majesty's Theatre, 1980
- Maggie Hobson, Hobson's Choice, Lyric Hammersmith Theatre, Londres, 1981
- Anna Kopecka, Schweik in the Second World War, Olivier/National Theatre, Londres, 1982
- Señorita Adelaide, Guys and Dolls, Olivier/National Theatre, 1982
- Susan, Woman in Mind, Vaudeville Theatre, Londres, 1986
- Sally Plummer, Follies, Shaftesbury Theatre, Londres, then West End Theatre, ciudad de Nueva York, 1987
- Happy Birthday, Sir Larry, Olivier Theatre, National Theatre, 31 de mayo de 1987
- Witch, Into the Woods, Phoenix Theatre, Londres, 1990
- Sweeney Todd: The Demon Barber of Fleet Street, Royal National Theatre, Londres, 1993
- Kafka's Dick, Piccadilly Theatre, 1998
- Fuddy Meers, Arts Theatre, 2004
- The Philadelphia Story, Old Vic, 2005

### Dirección
- Stepping Out, Duke of York's Theatre, Londres, 1984
- Just So, Watermill Theatre, Bagnor, Berkshire, Inglaterra, 1989
- Steel Magnolias, Lyric Theatre, Londres, 1989
- Putting It Together, Manhattan Theatre Club Stage I, ciudad de Nueva York, 1993
- Hey, Mr. Producer! The Musical World of Cameron Mackintosh, Lyceum Theatre, Londres, 1998. Dirección junto a Bob Avian
- A Little Night Music, Tokio, 1999

## Filmografía
- Dick Deadeye, or Duty Done (1975)
- The Wildcats of St. Trinian's (1980)
- Hotel du Lac (1986)
- Shirley Valentine (1989)
- Vol-au-vent (1996)
- The Snow Queen's Revenge (voice) (1996)
- Bright Young Things (2003)
- These Foolish Things (2006)
- Notes on a Scandal (2006)
- Gangsta Granny (2013)
- Una vacante imprevista (2015)

## Premios y nominaciones
| Año  | Premio                  | Categoría                                                    | Trabajo                    | Resultado | refs  |
| ---- | ----------------------- | ------------------------------------------------------------ | -------------------------- | --------- | ----- |
| 1977 | Drama Desk Awards       | Actriz destacada en un musical                               | Side by Side by Sondheim   | Nominada  | [ 6 ] |
| 1977 | Premio Tony             | Actriz destacada                                             | Side by Side by Sondheim   | Nominada  | [ 7 ] |
| 1982 | Premio Laurence Olivier | Mejor actriz en un musical                                   | Guys and Dolls             | Ganadora  | [ 1 ] |
| 1985 | Premio BAFTA TV         | Interpretación deslumbrante en el ámbito del entretenimiento | Como en los viejos tiempos | Nominada  | [ 9 ] |
| 1994 | Premio Laurence Olivier | Mejor actriz en un musical                                   | Sweeney Todd               | Ganadora  | [ 2 ] |